# Níjar
Níjar ist eine spanische Gemeinde im Verwaltungsgebiet Comarca Metropolitana de Almería der Provinz Almería in der Autonomen Gemeinschaft Andalusien. Die Einwohnerzahl von Níjar bestand im Jahr 2024 aus 33.076 Einwohnern. Die Gemeinde besteht aus verschiedenen Ortsteilen.

## Geografie
Die Gemeinde Níjar ist einer der größten Spaniens. Sie befindet sich im östlichen Teil der Provinz. Die Bevölkerung verteilt sich hauptsächlich auf die Hauptorte Campohermoso, San Isidro und Níjar.
In seiner Umgebung befindet sich der Naturpark Cabo de Gata – Nijar, in dessen Gebiet sich mehrere Dörfer. Der Park wurde 1997 von der UNESCO in die Liste der Biosphärenreservate aufgenommen. Zur Gemeinde gehört auch das etwa 15 km südlich gelegene Städtchen Los Albaricoques, das als Drehort für die berühmtesten Spaghetti-Western von Sergio Leone diente.

## Geschichte
In Níjar wurden einige Spuren aus der Kupfer- und Bronzezeit (Nekropole von El Barranquete) gefunden, die eine lange menschliche Aktivität in der Ortschaft bestätigen.
Das landwirtschaftliche und bäuerliche Leben des Dorfes war für die hier lebenden Familien aufgrund der Härte und Trockenheit des Bodens, der im Wesentlichen aus Felsen und Steinen besteht, schon immer sehr mühsam, was im Laufe der Geschichte von Níjar zu einer schwankenden Einwohnerzahl geführt hat.

## Demografie
| Einwohnerentwicklung | Einwohnerentwicklung | Einwohnerentwicklung | Einwohnerentwicklung | Einwohnerentwicklung | Einwohnerentwicklung | Einwohnerentwicklung | Einwohnerentwicklung | Einwohnerentwicklung | Einwohnerentwicklung | Einwohnerentwicklung | Einwohnerentwicklung | Einwohnerentwicklung | Einwohnerentwicklung | Einwohnerentwicklung | Einwohnerentwicklung |
| 1842                 | 1877                 | 1887                 | 1900                 | 1910                 | 1920                 | 1930                 | 1940                 | 1950                 | 1960                 | 1970                 | 1981                 | 1991                 | 2001                 | 2011                 | 2021                 |
| -------------------- | -------------------- | -------------------- | -------------------- | -------------------- | -------------------- | -------------------- | -------------------- | -------------------- | -------------------- | -------------------- | -------------------- | -------------------- | -------------------- | -------------------- | -------------------- |
| 5.090                | 13.443               | 14.158               | 12.558               | 13.711               | 11.528               | 10.382               | 10.553               | 10.557               | 11.709               | 11.213               | 11.023               | 12.554               | 17.824               | 28.223               | 31.558               |

## Wirtschaft
Die Haupteinnahmequellen liegen in der Landwirtschaft, vor allem im Anbau von Gewächshauskulturen, und im Tourismus, insbesondere im Wassersportzentrum San José.